# Residente: BZRP Music Sessions, Vol. 49
"Residente: Bzrp Music Sessions, Vol. 49" es una canción interpretada por el productor argentino Bizarrap y el cantante puertorriqueño Residente, lanzada el 2 de marzo de 2022 por el sello discográfico Dale Play. Escrita únicamente por Residente y producida por Bizarrap, la canción es un diss track dirigido al cantante colombiano J Balvin, en la que Residente lo acusa de ser una creación de la industria y un racista. El videoclip musical asociado obtuvo dos millones de vistas una hora después de su lanzamiento y la canción llegó al primer puesto del Argentina Hot 100 y al top 10 en otros seis países.

## Antecedentes y lanzamiento
Una disputa entre Residente y J Balvin comenzó cuando este último boicoteó los Premios Grammy Latinos, afirmando que los premios "no valoran a los músicos latinos", lo que llevó a Residente a responderle a Balvin con un video llamándolo la atención. En el video, Residente compara la música de Balvin con los hot dogs, diciendo metafóricamente que "a todos les gustan (los hot dogs), pero cuando la gente quiere comer bien va a un restaurante, que son los que ganan las estrellas Michelin". Aproximadamente una hora después de que se publicara el video, Balvin respondió con una publicación en Instagram en la que se le ve cerca de un puesto de hot dogs, mientras promocionaba la versión remix de "Sal y Perrea" con Sech y Daddy Yankee.
Meses después, Residente lanzó un video donde afirma que tenía una canción lista para ser lanzada, la cual tiene letra dirigida a una persona específica del género urbano latino, explicando además que alguien se enteró del tema y recibió amenazas de demanda por ello. Aunque se especuló que el tema estaba dirigido a Balvin, Residente agregó que no se trataba de él. Luego de que Bizarrap lanzara su sesión musical número 48 con el rapero argentino Tiago PZK, anunció a principios de febrero de 2022 que lanzaría su sesión musical número 49 con Residente. Después del anuncio, Residente también alentó a sus fanáticos a ver el video musical que lo acompaña una vez que fuera lanzado, afirmando que las donaciones se destinarían a las organizaciones de salud mental Silence the Shame y Taller Salud por cada vista que recibiera.

## Composición y vídeo musical
Con una duración de ocho minutos y 39 segundos, es la sesión musical más larga de Bizarrap. La canción de hip hop latino está dividida en tres partes, mientras que el vídeo musical que la acompaña está dividido en tres capítulos: "En Un Lugar de la Mancha", "Mis Armas Son las Letras" y "El Caballero de los Espejos"; es un tema diss dirigido al cantante colombiano J Balvin. Su vídeo alcanzó más de dos millones de visitas en su primera hora.
Al comenzar el tema y el primer capítulo del video musical, Residente afirma que se siente inquieto mientras observa el género urbano latino y se compara con "un cocodrilo que sale sigilosamente del río Nilo". Residente describe las canciones de Balvin como perritos calientes o hot dogs, relacionándolas con la comida chatarra; fue dicho ya anteriormente por el primero donde metafóricamente afirma que “a todos les gustan [los hot dogs], pero cuando la gente quiere comer bien va a un restaurante, que son los que ganan las estrellas Michelin”.  En la transición al segundo capítulo del video musical, continúa criticando a los cantantes que solo sincronizan los labios en presentaciones en vivo y la tendencia de agregar una gran cantidad de compositores para canciones de corta duración. Para esto último, Residente afirma que Balvin apenas contribuyó en la composición de su álbum Colores (2019), y que solo escribió "Amarillo". También ve al cantante colombiano como una planta de industria, afirmando líricamente que aunque es famoso, no lo considera un artista musical.
En la tercera parte del tema, Residente menciona directamente a Balvin; critica al cantante colombiano (aunque lo llama bobolón ) por sus apariciones en la banda sonora de Bob Esponja: Un héroe al rescate (Bob Esponja: Al Rescate en Latinoamérica) y el recopilatorio Pokémon 25: El Álbum, el lanzamiento del video musical "Perra" en el que aparece dos mujeres negras encadenadas para perros, y la controvertida aceptación de Balvin del premio al Mejor Artista Afrolatino del Año, al mismo tiempo que se refiere a él como el "Logan Paul del reggaetón".  A lo largo del capítulo, menciona a otros artistas de reguetón que, en su opinión, Balvin "borra de la historia del reguetón"; Se mencionan en orden a Myke Towers, Sech, ChocQuibTown, Rafa Pabön, Don Omar, Ozuna, Arcángel y Tego Calderón .  Refiriéndose al pasado cabello multicolor de Balvin, también dice que el color marrón no se ve y lo tacha de racista.

## Posición en listas
| Gráfico (2022)                   | Mejor posición |
| -------------------------------- | -------------- |
| Argentina (Argentina Hot 100)    | 1              |
| Bolivia (Billboard)              | 3              |
| Chile (Billboard)                | 12             |
| Colombia (Billboard)             | 6              |
| Ecuador (Billboard)              | 4              |
| Global 200 (Billboard)           | 20             |
| México (Billboard)               | 4              |
| Perú ( Cartelera )               | 6              |
| España (PROMUSICAE)              | 3              |
| EEUU Hot Latin Songs (Billboard) | 22             |